# 斯柏特S-VII戰鬥機
斯柏特S-VII戰鬥機是斯柏特飛機公司（法文簡寫：SPAD）在第一次世界大戰時推出的雙翼戰鬥機，這是當時法國空軍當中著名的「紐波特系列戰鬥機」的後繼者，也是對當時德國空軍推出的信天翁D戰鬥機等德奧同盟國戰鬥機的回應。
不同於被其取代的紐波特系列戰鬥機是結構輕巧，斯柏特戰鬥機都是結構堅固厚重。

## 基本資料
- 機長：6.08米
- 翼展：7.82米
- 機高：2.2米
- 翼面積：17.9平方米
- 空重：500公斤
- 載重：705公斤
- 發動機：1俱依斯柏諾-蘇伊扎8Aa水式發動機（馬力=150匹）
- 最快時速：193公里/小時
- 昇限：5500米
- 航程：400公里
- 武裝：1支在機頭的7.7毫米口徑維克斯機槍
- 乘員：1人

## 設計

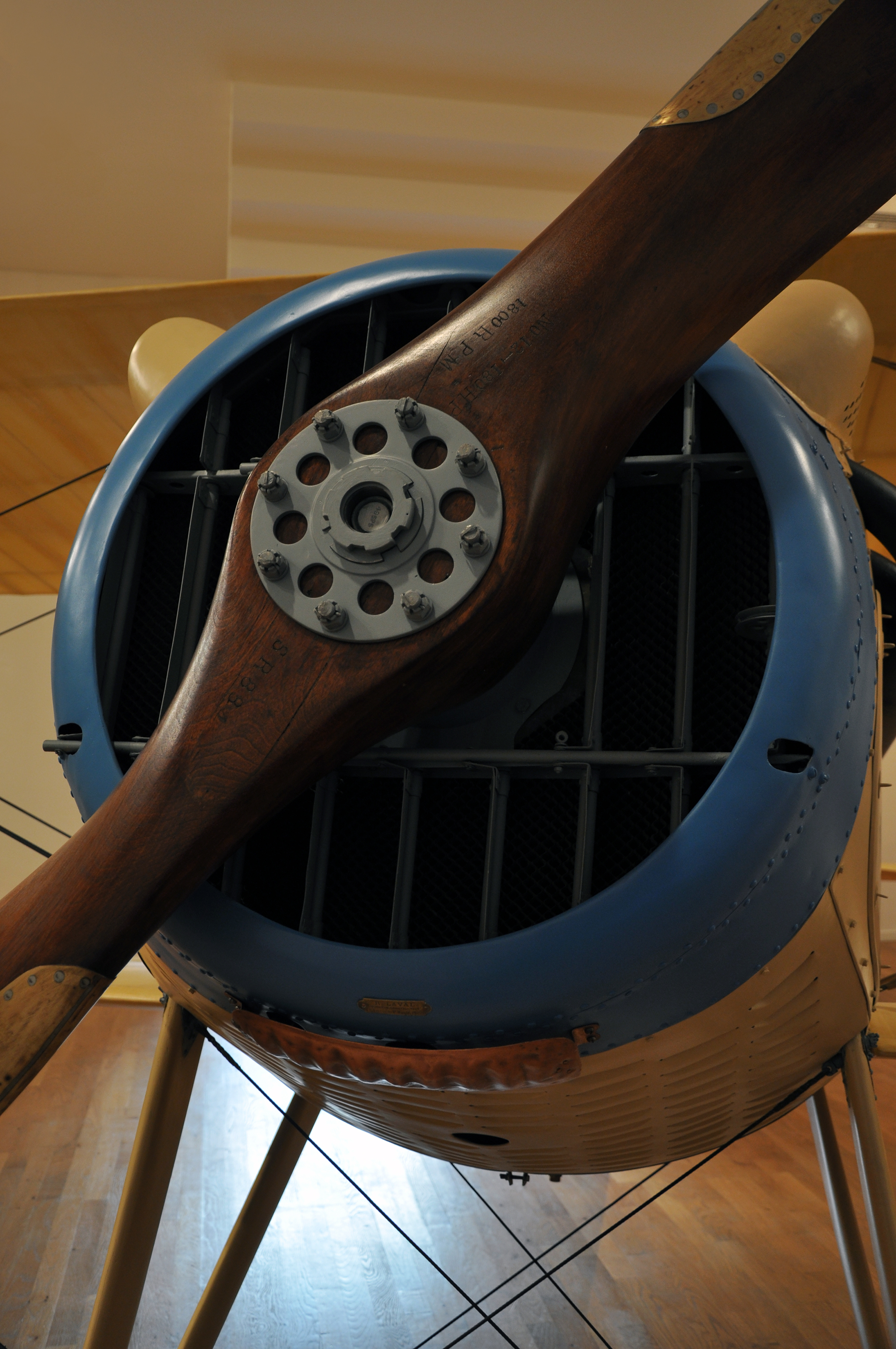
在機頭正前方這個圍欄後是一俱直列式8汽缸的水冷發動機

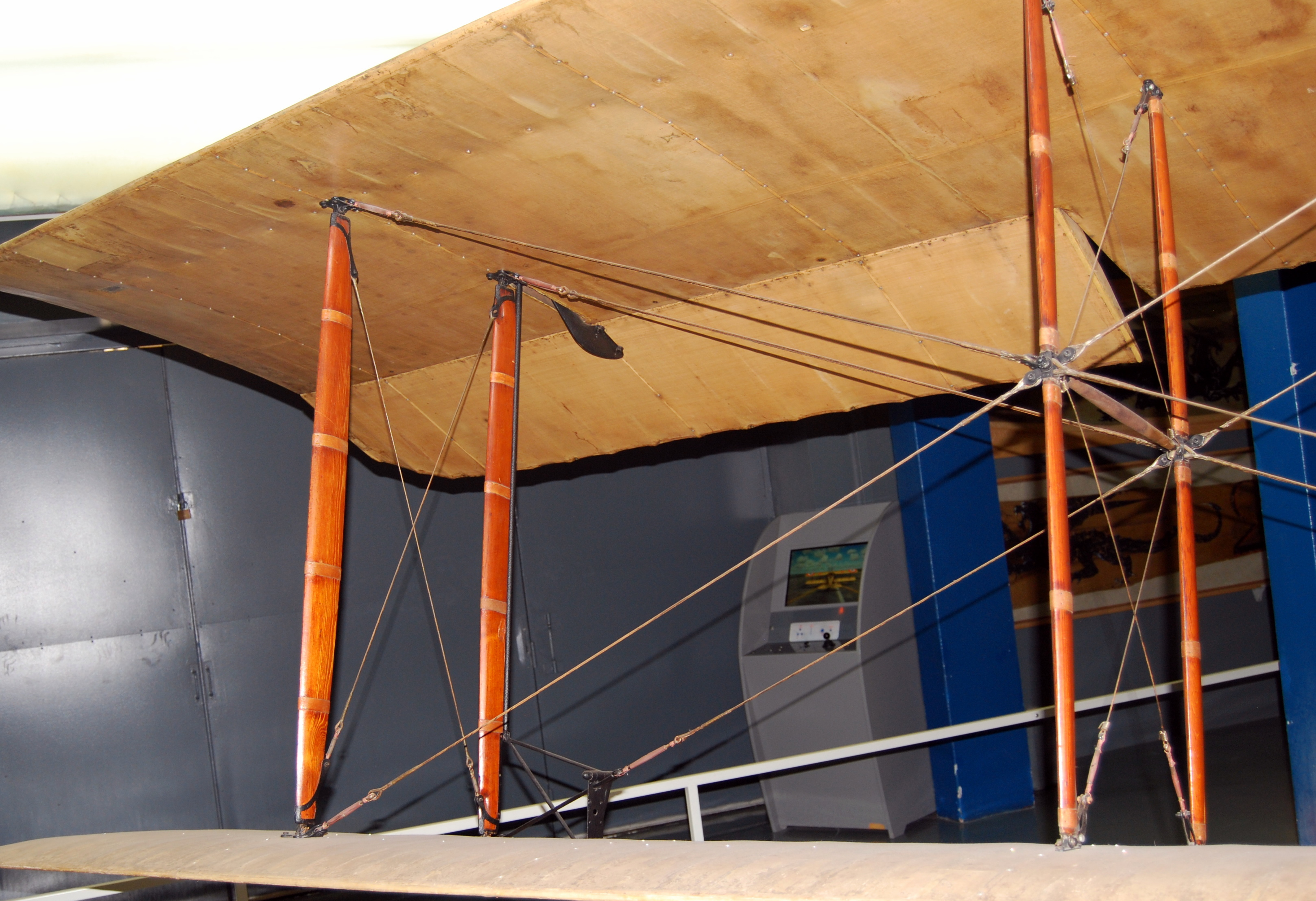
斯柏特的上下機翼和翼間支柱

當時飛機的好壞直接和發動機有關，也就是馬力盡可能強大而重量要盡可能輕巧，當時這款由瑞士人設計的依斯柏諾-蘇伊扎8Aa發動機就做到，其重量有150公斤而馬力有150匹，這是一種由汽車用水冷發動機改良而成，但這種水冷式發動機卻證明散熱不佳，於是斯柏特的飛機設計者直接採用風冷式發動機的做法，在機頭正前方開洞並加上一個圍欄，但發動機散熱不佳的問題仍由始至終都無完全解決。
不同於紐波特戰鬥機的「一翼半」機翼，斯柏特的上下機翼大小一樣而其翼間支柱也不再是V形而是II形，這樣其機翼就比較堅固，其骨架也比較粗大厚實，整體結構都是木製骨架再外覆帆布但其前部機身加裝薄鐵皮，其機尾垂直尾翼是一個大三角形。
斯柏特S-VII也安裝了射擊同步系統而令它在機頭可安裝一挺機槍，子彈可穿過螺旋槳射出來。
和輕巧靈活而適合中空格鬥的紐波特戰鬥機不同，速度快而機身結構堅固的斯柏特S-VII是採用「一擊脫離，打了就跑」戰術，也就是「重型戰鬥機」。

## 實戰

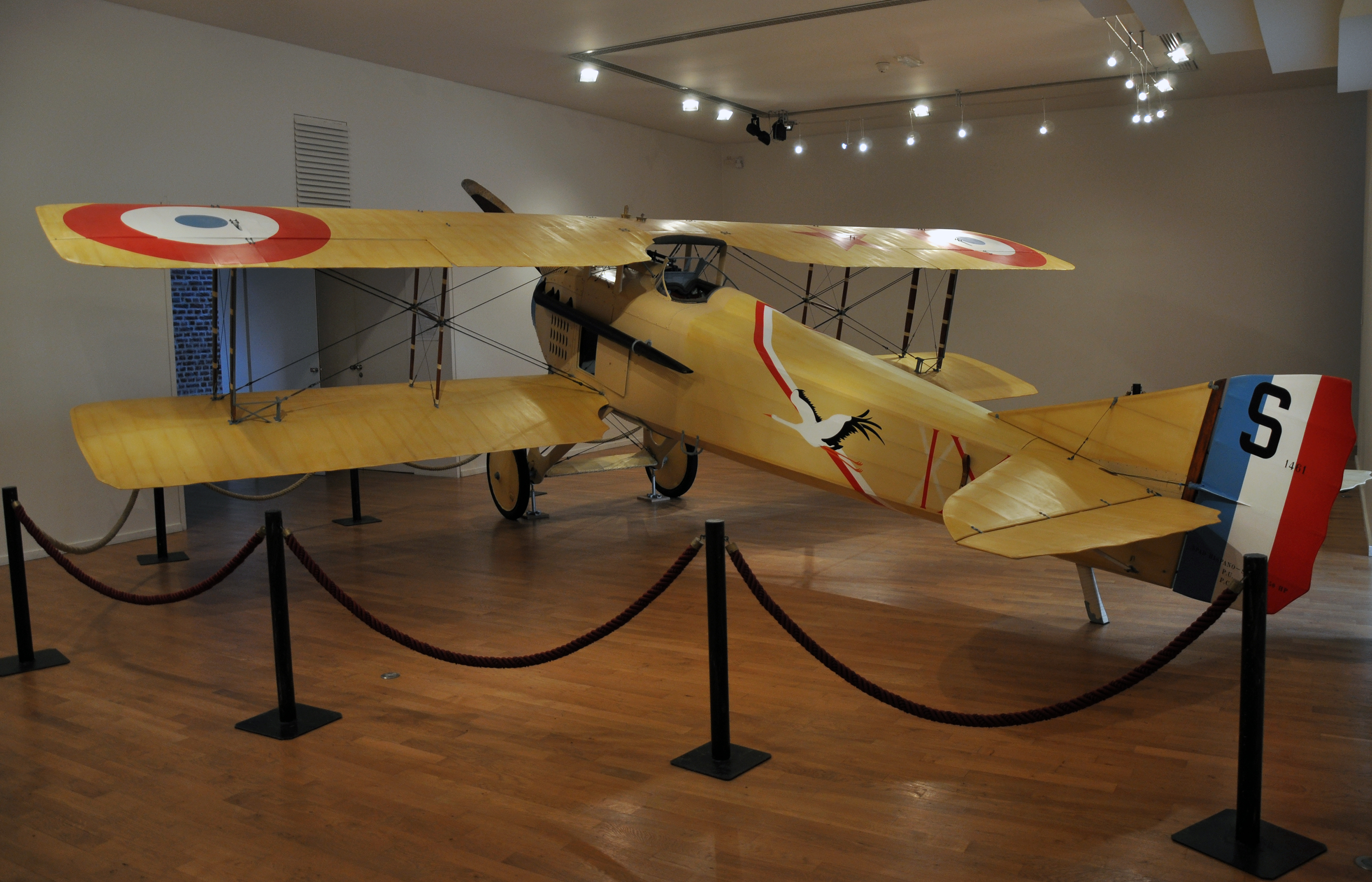
法國空軍N3中隊是最有名的斯柏特S-VII戰鬥機中隊，該中隊以一隻鸛鳥作標記而被稱為「鸛鳥中隊」

斯柏特S-VII戰鬥機從1916年下半年開始陸續生產並送到戰場，其生產直至1917年2月才結束，第一架來到戰場的斯柏特S-VII戰鬥機是編號為「S112」，駕駛者是N65中隊一名當時未滿20歲的年青人剎維其，他駕駛斯柏特S-VII戰鬥機擊落了5架敵機，但他不幸地在1917年1月7日被高射炮擊落陣亡。
從1916年9月開始，斯柏特S-VII戰鬥機陸續被送往N3中隊，隊長居內梅首次駕駛斯柏特S-VII戰鬥機就擊落了一架雙座偵察機，居內梅稱呼斯柏特S-VII戰鬥機為「飛行機槍」，9月23日，居內梅駕駛斯柏特S-VII戰鬥機一口氣擊落了3架福克E單翼戰鬥機，但當他回程時誤被已方的高射炮兵擊中，機身嚴重受損但因為斯柏特S-VII戰鬥機堅固的結構竟然仍能緊急降落到一個彈坑。
1917年3月16日，當時的法國總統龐加萊訪問N3中隊，但當時居內梅不在，當他回來時已又擊落一架羅蘭C-II偵察機和兩架信天翁C偵察機，之後居內梅建議應把斯柏特S-VII戰鬥機的發動機馬力提昇至180匹，這種大馬力的斯柏特S-VII戰鬥機當然首先成為居內梅的座機，他駕駛此機又擊落多19架敵機。
N3中隊以一隻鸛鳥作標記而被稱為「鸛鳥中隊」，在第一次世界大戰以斯柏特S-VII戰鬥機總共擊落了175架敵機。

## 使用國家
- 法國
- 英国
- 義大利
- 日本
- 阿根廷
- 比利时
- 巴西
- 智利
- 捷克斯洛伐克
- 爱沙尼亚
- 芬兰
- 希腊
- 荷蘭
- 秘魯
- 波蘭
- 葡萄牙
- 羅馬尼亞
- 俄罗斯帝国
- 苏联
- 塞爾維亞
- 泰國
- 美国
- 南斯拉夫王國